# Siergiej Gołubiew
Siergiej Wiktorowicz Gołubiew (ros. Сергей Викторович Голубев; ur. 28 stycznia 1978 w Czerepowcu) – rosyjski bobsleista, dwukrotny medalista mistrzostw świata.

## Kariera
Pierwszy sukces w karierze osiągnął w 2003 roku, kiedy wspólnie z Aleksandrem Zubkowem, Aleksiejem Sieliwierstowem i Dmitrijem Stiopuszkinem wywalczył brązowy medal podczas mistrzostw świata w Lake Placid w czwórkach. W tym samym składzie Rosjanie wywalczyli także srebrny medal podczas mistrzostw świata w Calgary w 2005 roku. W 2002 roku wziął udział w igrzyskach olimpijskich w Salt Lake City, gdzie w tej samej konkurencji był ósmy. Brał także udział w igrzyskach w Turynie w 2006 roku, gdzie rywalizację w czwórkach ukończył na dziewiątej pozycji.